# Bódva-völgy és a Sas-patak-völgye
Bódva-völgy és a Sas-patak-völgye este o arie protejată (arie specială de conservare — SAC, sit de importanță comunitară — SCI) din Ungaria întinsă pe o suprafață de 2.695,23 ha, integral pe uscat.

## Localizare
Centrul sitului Bódva-völgy és a Sas-patak-völgye este situat la coordonatele 48°31′08″N 20°51′37″E / 48.518889°N 20.860278°E.

## Înființare
Situl Bódva-völgy és a Sas-patak-völgye a fost declarat sit de importanță comunitară în mai 2004 pentru a proteja 5 specii de plante și 36 de specii de animale. Situl a fost protejat și ca arie specială de conservare în februarie 2010.

## Biodiversitate
Situată în ecoregiunea panonică, aria protejată conține 14 habitate naturale: Fânețe de joasă altitudine (Alopecurus pratensis, Sanguisorba officinalis), Liziere de ierburi înalte hidrofile de câmpie și de nivel montan până la alpin, Păduri aluvionare cu Alnus glutinosa și Fraxinus excelsior (Alno-Padion, Alnion incanae, Salicion albae), Lacuri eutrofice naturale cu vegetație de tip Magnopotamion sau Hydrocharition, Păduri panonice-balcanice de stejar turcesc - stejar sesil, Mlaștini alcaline, Pajiști stepice subpanonice, Pante stâncoase calcaroase cu vegetație casmofită, Pajiști cu Molinia pe soluri calcaroase, turboase sau argilos-nămoloase (Molinion caeruleae), Pajiști aluvionare inundabile, de Cnidion dubii, Păduri panonice cu Quercus petraea și Carpinus betulus, Cursuri de apă de la nivel de câmpie la nivel montan, cu vegetație Ranunculion fluitantis și Callitricho-Batrachion, Pajiști panonice carstice (Stipo-Festucetalia pallentis), Pajiști uscate seminaturale și facies de acoperire cu tufișuri pe substraturi calcaroase (Festuco-Brometalia) (* situri importante pentru orhidee).
La baza desemnării sitului se află mai multe specii protejate:
- plante (5): Echium russicum, Iris aphylla subsp. hungarica, Onosma tornensis, sisinei (Pulsatilla grandis), Thlaspi jankae
- amfibieni (1): buhai de baltă cu burta roșie (Bombina bombina)
- mamifere (9): liliac cârn (Barbastella barbastellus), vidră de râu (Lutra lutra), liliac cu urechi de șoarece (Myotis blythii), liliac de iaz (Myotis dasycneme), liliac cărămiziu (Myotis emarginatus), liliac comun (Myotis myotis), liliacul mediteranean cu potcoavă (Rhinolophus euryale), liliacul mare cu potcoavă (Rhinolophus ferrumequinum), liliacul mic cu potcoavă (Rhinolophus hipposideros)
- nevertebrate (15): Carabus zawadzkii, croitorul mare al stejarului (Cerambyx cerdo), Coenagrion ornatum, fluturele de noapte (Eriogaster catax), Euplagia quadripunctaria, libelule (Leucorrhinia pectoralis), rădașcă (Lucanus cervus), fluturele purpuriu (Lycaena dispar), Maculinea teleius, Ophiogomphus cecilia, bythinella pannonica (Sadleriana pannonica), Theodoxus transversalis, Unio crassus, Vertigo angustior, Vertigo moulinsiana
- pești (10): avat (Aspius aspius), Barbus meridionalis, zvârluga (Cobitis taenia), Eudontomyzon spp., romanogobio albipinnatus (Gobio albipinnatus), porcușor de nisip (Gobio kessleri), țipar (Misgurnus fossilis), boarță (Rhodeus sericeus amarus), dunăriță (Sabanejewia aurata), fusar (Zingel streber)
- reptile (1): țestoasa de baltă (Emys orbicularis)

Pe lângă speciile protejate, pe teritoriul sitului au mai fost identificate 15 specii de plante, 9 specii de amfibieni, 7 specii de mamifere, 17 specii de nevertebrate, 1 specie de pești, 5 specii de reptile.